# Tetir
Tetir es una localidad del municipio de Puerto del Rosario en la isla de Fuerteventura, Canarias, España. En 2022 contaba con 1126 habitantes. El topónimo es de origen majo, pero no hay consenso sobre su significado, apuntándose a diferentes traducciones como 'demandar a Dios, orar, invocar a la divinidad',  'ojo' y con el sentido metafórico de 'fuente' o 'manantial', 'cuello', 'hombro' o 'espalda', o 'pequeño valle'.

## Historia
El origen del poblamiento se sitúa el último tercio del siglo XVIII. En el censo que hizo Antonio Riviere en 1741 figura con 60 vecinos, siendo uno de los núcleos más habitados de la isla. Alcanzó a tener parroquia propia a partir de 1778. La constitución de 1812 la elevó al carácter de municipio, del cual dependía Puerto Cabras. El traspaso de la capital insular a esta localidad, luego renombrada como Puerto del Rosario, le quitó protagonismo y acabó integrándose en este nuevo municipio en 1926.

## Geografía humana

### Demografía
| Gráfica de evolución demográfica de Tetir entre 1842 y 1920 |
| |
| Población de derecho según los censos de población del INE Población de hecho según los censos de población del INEEntre el censo de 1930 y el anterior, este municipio desaparece porque se integra en el municipio 35017 (Puerto Rosario) |

## Lugares de interés
La ermita de Santo Domingo de Guzmán se encuentra en el pueblo. Se desconocen los datos concernientes a su edificación hasta la obtención del título de parroquia en 1778 cuando sufrió la primera remodelación. Es Bien de Interés Cultural desde 1985.